# Новогригоровка (Гуляйпольский район)
Новогриго́ровка (укр. Новогригорівка) — село,
Новониколаевский сельский совет,
Гуляйпольский район,
Запорожская область,
Украина.
Код КОАТУУ — 2321884703. Население по переписи 2001 года составляло 231 человек.

## Географическое положение
Село Новогригоровка находится в балке Грушеватая, по которой протекает пересыхающий ручей с запрудами.
На расстоянии в 2,5 км расположено село Новоивановка.

## История
- 1800 год — дата основания как село Пурхивка.